# Руднєве
Ру́днєве (до 1960 — Берюх) — село в Україні, в Путивльському районі Сумської області. Населення становить 768 осіб. До 2020 орган місцевого самоврядування — Руднєвська сільська рада.

## Географія
Село Руднєве знаходиться в місці впадіння річки Вільшанка в річку Берюшка, а її в річку Клевень, вище за течією річки Вільшанка на відстані 1 км розташоване село Оріхівка, вище за течією річки Берюшка на відстані 1 км розташоване село Вощинине, на протилежному березі річки Клевень — село Ховзівка, за 1,5 км — зникле село Нове Життя.

## Історія
За даними на 1862 рік у казенному селі:
- Берюх Путивльського повіту Курської губернії мешкало 696 осіб (340 чоловіків та 356 жінок), налічувалось 111 дворових господарств, існували православна церква та каменоломня[1].
- Мусіївка Путивльського повіту Курської губернії мешкало 256 осіб (123 чоловіки та 130 жінок), налічувалось 111 дворових господарств, існувала каменоломня[2].

Станом на 1880 рік у колишньому державному селі Берюх, центрі Берюхівської волості, мешкало 405 осіб, налічувалось 60 дворових господарств, існували православна церква та школа. За версту — каменоломня.
1953 року до села було приєднане сусіднє село Мусіївка.
10 серпня 1960 року село перейменоване на честь одного з керівників радянського партизанського руху Семена Руднєва.
12 червня 2020 року, відповідно до розпорядження Кабінету Міністрів України № 723-р «Про визначення адміністративних центрів та затвердження територій територіальних громад Сумської області», село увійшло до складу Путивльської міської громади.
19 липня 2020 року, в результаті адміністративно-територіальної реформи та ліквідації Путивльського району, увійшло до складу новоутвореного Конотопського району.

## Населення

### Мова
Розподіл населення за рідною мовою за даними перепису 2001 року:
| Мова            | Кількість | Відсоток |
| --------------- | --------- | -------- |
| російська       | 584       | 76.04%   |
| українська      | 176       | 22.92%   |
| білоруська      | 3         | 0.39%    |
| угорська        | 1         | 0.13%    |
| німецька        | 1         | 0.13%    |
| інші/не вказали | 3         | 0.39%    |
| Усього          | 768       | 100%     |

## Відомі люди
1899 року в селі Мусіївка народився Руднєв Семен Васильович — організатор та активний учасник радянського партизанського руху, Герой Радянського Союзу.
- Даровських Кирило Володимирович (2001—2024) — старший солдат збройних сил України, учасник російсько-української війни.